# Айртон Лукас
А́йртон Лу́кас Да́нтас де Меде́йрос (порт.-браз. Ayrton Lucas Dantas de Medeiros более известный, как А́йртон; род. 19 июня 1997, Карнауба-дус-Дантас, Риу-Гранди-ду-Норти) — бразильский футболист, защитник клуба «Фламенго» и сборной Бразилии.

## Клубная карьера

### Ранние годы
Айртон родился в муниципалитете Карнауба-дус-Дантас в восточной части Серидо в штате Риу-Гранди-ду-Норти. Он начал свою карьеру в школах Карнауба-дус-Дантас, в 13 лет поехал в город Натал в академию клуба «АБС». Но Айртона не хотели туда брать, говорили, что в общежитии нет кроватей, а жить больше было негде. Тогда помог дядя Лукаса, живший в Натале. Он поговорил с руководством клуба, которое в итоге нашло койку в общежитии. Поначалу ему пришлось тяжело без семьи. Через какое-то время он начали ездить на турниры, в том числе в Рио. Там Айртона приметили, тут же «АБС» предложил ему место в первой команде. У Лукаса была минимальная зарплата в клубе, примерно 700—720 реалов. Когда он играл за «АБС», у Айртона не было агента. Позже он подписал контракт с агентом Карлосом Лейте, который буквально за пару дней договорился о переходе во «Флуминенсе» на правах аренды. После чего клуб из Рио выкупил его.

### «Флуминенсе» и аренды
18 октября 2015 года в матче против «Крузейро» (0:2) дебютировал в бразильской Серии А. После возвращения из аренды в «Лондрину» Айртон стал основным левым защитником своего клуба. Всего за «Флуминенсе» провёл 58 матчей во всех турнирах.
В начале 2016 года для получения игровой практики Лукас на правах аренды перешёл в «Мадурейру». 24 февраля в матче Лиги Кариока против «Макаэ» дебютировал за новую команду. Всего за «Мадурейру» провёл 9 матчей, после окончания аренды вернулся во «Флуминенсе».
В начале 2017 года был отдан в годичную аренду в «Лондрину». 29 января в матче Лиги Паранаэнсе против «Прудентополиса» дебютировал за новый клуб. 13 апреля в поединке против «Рио-Бранко» Лукас забил свой первый мяч за «Лондрину». По итогам сезона он помог клубу выиграть Серию B и выйти в элиту. За «Лондрину» провёл 53 матча и забил 3 мяча. В 2018 году вернулся во «Флуминенсе».

### «Спартак» Москва

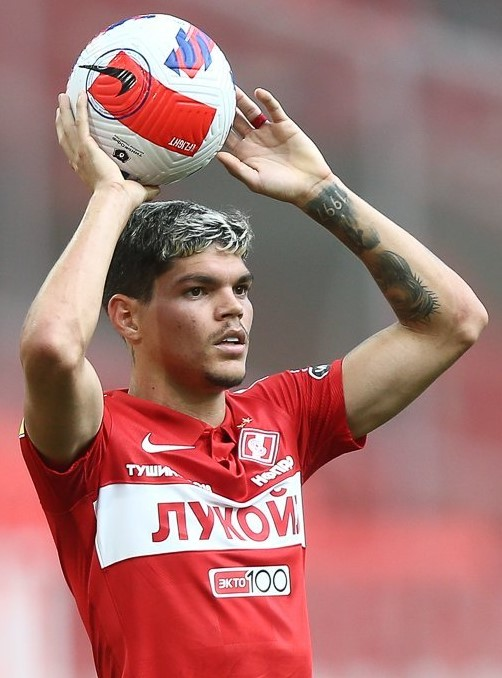
Айртон в 2021 году

17 декабря 2018 года перешёл в московский «Спартак». По различным данным, переход обошёлся в 7 миллионов евро. Дебютировал за «Спартак» 3 марта 2019 года в матче 18-го тура чемпионата России против «Краснодара» (1:1), выйдя в стартовом составе, в этом же матче на 14-й минуте отдал голевую передачу на Зе Луиша.
Первый мяч за «Спартак» забил 16 сентября 2020 года в матче 1-го тура элитного группового этапа кубка России 2020/21 против «Родины» (5:1) на 56-й минуте матча с передачи Зелимхана Бакаева. 26 сентября 2020 года в матче 9-го тура чемпионата России против «Тамбова» (2:0) сделал «дубль», тем самым забил свои первые мячи в чемпионате, также был признан лучшим игроком этого матча. 24 ноября 2021 года в матче 5-го тура Лиги Европы против «Наполи» (2:1) сыграл свой 100-й матч за «Спартак». 19 января 2022 года продлил контракт с клубом до конца сезона 2025/26. Всего Айртон выступал за «Спартак» с 2019 по 2022 год и провёл 108 матчей, в которых забил четыре мяча.

### «Фламенго»
31 марта 2022 года на правах аренды перешёл в «Фламенго», соглашение рассчитано до 31 декабря 2022 года и предусматривает обязательное право выкупа трансфера при наступлении определённых условий. Дебютировал за клуб 1 мая 2022 года в матче 3-го раунда Кубка Бразилии против «Алтуса» (2:1). Первый мяч за «Фламенго» забил 16 июня 2022 года в матче против «Куябы» (2:0). 29 октября 2022 года вместе с клубом стал обладателем Кубка Либертадорес, в финале турнира был обыграл «Атлетико Паранаэнсе» (1:0), Айртон вышел на поле на 20-й минуте.
16 декабря 2022 года был выкуплен у «Спартака». Соглашение с бразильским клубом рассчитано до 31 августа 2027 года, а сумма трансфера составила 7 миллионов евро.

## Карьера в сборной
Имел опыт выступления в молодёжной сборной Бразилии. В апреле 2016 года Айртон был вызван главным тренером сборной Рожерио Микале на учебно-тренировочный сбор для участия на турнире в Сувоне, проходивший с 18 по 22 мая 2016 года. Сыграл за молодёжную сборную 3 матча.
25 октября 2019 года Айртон впервые был вызван в олимпийскую сборную Бразилии. 17 ноября 2019 года дебютировал за олимпийскую сборную Бразилии выйдя на замену на 65-й минуте финального матча турнира United International Football Festival против олимпийской сборной Аргентины (0:1).
17 июня 2023 года в товарищеском матче против сборной Гвинеи (4:1) Айртон дебютировал за сборную Бразилии, проведя на поле весь матч.

## Достижения

### Командные
«Лондрина»
- Победитель Серии Б: 2017

«Фламенго»
- Обладатель Кубка Либертадорес: 2022
- Обладатель Кубка Бразилии: 2022

### Личные
- Лауреат национальной премии РФС «33 лучших игрока сезона» — (2): 2019/20 (№ 2)[27], 2020/21 (№ 3)[28].

## Статистика выступлений
| Выступление      | Выступление      | Выступление      | Лига | Лига | Кубок | Кубок | Международные | Международные | Итого | Итого |
| Клуб             | Лига             | Сезон            | Игры | Голы | Игры  | Голы  | Игры          | Голы          | Игры  | Голы  |
| ---------------- | ---------------- | ---------------- | ---- | ---- | ----- | ----- | ------------- | ------------- | ----- | ----- |
| Флуминенсе       | Серия A          | 2015             | 4    | 0    | —     | —     | —             | —             | 4     | 0     |
| Флуминенсе       | Серия A          | 2016             | 3    | 0    | —     | —     | —             | —             | 3     | 0     |
| Флуминенсе       | Серия A          | 2018             | 39   | 0    | 2     | 0     | 10            | 0             | 51    | 0     |
| Флуминенсе       | Итого            | Итого            | 46   | 0    | 2     | 0     | 10            | 0             | 58    | 0     |
| → Мадурейра      | Лига Кариока     | 2016             | 9    | 0    | —     | —     | —             | —             | 9     | 0     |
| → Мадурейра      | Итого            | Итого            | 9    | 0    | —     | —     | —             | —             | 9     | 0     |
| → Лондрина       | Серия Б          | 2017             | 53   | 3    | —     | —     | —             | —             | 53    | 3     |
| → Лондрина       | Итого            | Итого            | 53   | 3    | —     | —     | —             | —             | 53    | 3     |
| Спартак (Москва) | Премьер-лига     | 2018/19          | 13   | 0    | 1     | 0     | —             | —             | 14    | 0     |
| Спартак (Москва) | Премьер-лига     | 2019/20          | 27   | 0    | 4     | 0     | 4             | 0             | 35    | 0     |
| Спартак (Москва) | Премьер-лига     | 2020/21          | 27   | 2    | 2     | 1     | —             | —             | 29    | 3     |
| Спартак (Москва) | Премьер-лига     | 2021/22          | 21   | 1    | 1     | 0     | 8             | 0             | 30    | 1     |
| Спартак (Москва) | Итого            | Итого            | 88   | 3    | 8     | 1     | 12            | 0             | 108   | 4     |
| Фламенго         | Серия А          | → 2022           | 31   | 2    | 4     | 0     | 6             | 0             | 41    | 2     |
| Фламенго         | Серия А          | 2023             | 0    | 0    | 1     | 0     | 0             | 0             | 1     | 0     |
| Фламенго         | Итого            | Итого            | 31   | 2    | 5     | 0     | 6             | 0             | 42    | 2     |
| Всего за карьеру | Всего за карьеру | Всего за карьеру | 227  | 8    | 15    | 1     | 28            | 0             | 270   | 9     |